# Lijst van rijksmonumenten in Feijenoord
Het stadsdeel Feijenoord in Rotterdam telt 30 inschrijvingen in het rijksmonumentenregister. Hieronder een overzicht.

## Hillesluis
| Object                  | Oorspronkelijke functie? | Bouwjaar | Architect  | Locatie                     | Coördinaten?                  | Nr.?  | Afbeelding        |
| ----------------------- | ------------------------ | -------- | ---------- | --------------------------- | ----------------------------- | ----- | ----------------- |
| Nieuw-Apostolische Kerk | Kerk en kerkonderdeel    | 1929     | J.J.P. Oud | Hillevliet 139, Eemstein 21 | 51° 53' 39" NB, 4° 30' 25" OL | 46864 | Meer afbeeldingen |
| Kosterswoning           | Kerkelijke dienstwoning  |          | J.J.P. Oud | Eemstein 23                 | 51° 53' 39" NB, 4° 30' 24" OL | 46865 | Meer afbeeldingen |

## Katendrecht
| Object         | Oorspronkelijke functie? | Bouwjaar | Architect | Locatie            | Coördinaten?                  | Nr.?   | Afbeelding        |
| -------------- | ------------------------ | -------- | --------- | ------------------ | ----------------------------- | ------ | ----------------- |
| Pakhuis Santos | Opslag                   | 1901     |           | Brede Hilledijk 95 | 51° 54' 11" NB, 4° 29' 42" OL | 513940 | Meer afbeeldingen |

## Kop van Zuid
| Object                                                                | Oorspronkelijke functie? | Bouwjaar                                    | Architect                                                                                  | Locatie            | Coördinaten?                  | Nr.?   | Afbeelding                  |
| --------------------------------------------------------------------- | ------------------------ | ------------------------------------------- | ------------------------------------------------------------------------------------------ | ------------------ | ----------------------------- | ------ | --------------------------- |
| Voormalig entrepotgebouw 'De Vijf Werelddelen'                        | Opslag                   | 1875-1879                                   | architectenbureau G.J. Morre en Co.                                                        | Handelsplein 3     | 51° 54' 40" NB, 4° 29' 55" OL | 513927 | Meer afbeeldingen           |
| Voormalig kantoorgebouw Holland Amerika Lijn                          | Handel en kantoor        | 1901 (bouw) 1908, 1916 en 1920 (uitgebreid) | J. Muller en C.M. Droogleever Fortuyn (ontwerp) J. Muller en C.B. van der Tak (uitgebreid) | Koninginnenhoofd 1 | 51° 54' 15" NB, 4° 29' 3" OL  | 513872 | Meer afbeeldingen           |
| Pakhuis "'t Leidsche Veem"                                            | Opslag                   | 1898                                        | C. van Seem                                                                                | Prinsendam 196     | 51° 54' 26" NB, 4° 29' 25" OL | 513871 | Pakhuis "'t Leidsche Veem"  |
| Poortgebouw als kantoorgebouw van de Rotterdamsche Handelsvereeniging | Handel en kantoor        | 1879                                        | J.S.C. van de Wall                                                                         | Stieltjesstraat 38 | 51° 54' 37" NB, 4° 29' 46" OL | 46873  | Meer afbeeldingen           |
| Douanekantoor Vrij Entrepot                                           | Handel en kantoor        | 1879                                        | J.S.C. van der Wall                                                                        | Stieltjesstraat 34 | 51° 54' 39" NB, 4° 29' 49" OL | 513926 | Douanekantoor Vrij Entrepot |

## Noordereiland
| Object                                                      | Oorspronkelijke functie? | Bouwjaar  | Architect                                                                    | Locatie                                  | Coördinaten?                  | Nr.?   | Afbeelding                                                  |
| ----------------------------------------------------------- | ------------------------ | --------- | ---------------------------------------------------------------------------- | ---------------------------------------- | ----------------------------- | ------ | ----------------------------------------------------------- |
| Stieltjesmonument                                           | Gedenkteken              | 1882-1883 | Eugen Gugel en E. Lacomblé                                                   | Natuurstenen Zuil aan Burg. Hoffmanplein | 51° 54' 48" NB, 4° 29' 40" OL | 32772  | Meer afbeeldingen                                           |
| Kantoorgebouw 'Ooms'                                        | Handel en kantoor        | 1915      | J.H. Roos en W.F. Overeijnder                                                | Maaskade 113                             | 51° 54' 47" NB, 4° 29' 33" OL | 513920 | Meer afbeeldingen                                           |
| IJzeren hefbrug 'De Hef'                                    | Brug                     | 1925-1927 | ir. P. Joosting                                                              | Prins Hendrikkade bij 58                 | 51° 54' 48" NB, 4° 29' 56" OL | 513922 | Meer afbeeldingen                                           |
| Representatief herenhuis in een verfijnde eclectische stijl | Woonhuis                 | 1884      | W. van der Linden                                                            | Maaskade 85                              | 51° 54' 50" NB, 4° 29' 40" OL | 513923 | Representatief herenhuis in een verfijnde eclectische stijl |
| Hulstkamp-gebouw                                            | Industrie                | 1889-1895 | J.P. Stok Wzn.                                                               | Maaskade 119                             | 51° 54' 46" NB, 4° 29' 31" OL | 513924 | Meer afbeeldingen                                           |
| Koninginnebrug                                              | Brug                     | 1929      | ir. A.H. Rood, in samenwerking met ir. W.G. Witteveen en ir. A van der Steur | Van der Takstraat ong                    | 51° 54' 46" NB, 4° 29' 53" OL | 513925 | Meer afbeeldingen                                           |

## Bloemhof
| Object                                        | Oorspronkelijke functie? | Bouwjaar            | Architect  | Locatie                                                                                  | Coördinaten?                  | Nr.?   | Afbeelding                                    |
| --------------------------------------------- | ------------------------ | ------------------- | ---------- | ---------------------------------------------------------------------------------------- | ----------------------------- | ------ | --------------------------------------------- |
| Kubusvormige eengezinswoningen in de Kiefhoek | Woonhuis                 | tussen 1928 en 1930 | J.J.P. Oud | Eemstein 6-10                                                                            | 51° 53' 39" NB, 4° 30' 27" OL | 46831  | Kubusvormige eengezinswoningen in de Kiefhoek |
| Kubusvormige eengezinswoningen in de Kiefhoek | Woonhuis                 | tussen 1928 en 1930 | J.J.P. Oud | Eemstein 12-18                                                                           | 51° 53' 38" NB, 4° 30' 26" OL | 46832  | Kubusvormige eengezinswoningen in de Kiefhoek |
| Kubusvormige eengezinswoningen in de Kiefhoek | Woonhuis                 | tussen 1928 en 1930 | J.J.P. Oud | Eemstein 7-13                                                                            | 51° 53' 40" NB, 4° 30' 25" OL | 46833  | Kubusvormige eengezinswoningen in de Kiefhoek |
| Kubusvormige eengezinswoningen in de Kiefhoek | Woonhuis                 | tussen 1928 en 1930 | J.J.P. Oud | Groote Lindtstraat 2-8                                                                   | 51° 53' 37" NB, 4° 30' 23" OL | 46834  | Kubusvormige eengezinswoningen in de Kiefhoek |
| Kubusvormige eengezinswoningen in de Kiefhoek | Woonhuis                 | tussen 1928 en 1930 | J.J.P. Oud | Groote Lindtstraat 1-7                                                                   | 51° 53' 38" NB, 4° 30' 22" OL | 46835  | Kubusvormige eengezinswoningen in de Kiefhoek |
| Kubusvormige eengezinswoningen in de Kiefhoek | Woonhuis                 | tussen 1928 en 1930 | J.J.P. Oud | Heer Arnoldstraat 2-16                                                                   | 51° 53' 36" NB, 4° 30' 26" OL | 46836  | Kubusvormige eengezinswoningen in de Kiefhoek |
| Kubusvormige eengezinswoningen in de Kiefhoek | Woonhuis                 | tussen 1928 en 1930 | J.J.P. Oud | Heer Arnoldstraat 1-19                                                                   | 51° 53' 37" NB, 4° 30' 25" OL | 46837  | Kubusvormige eengezinswoningen in de Kiefhoek |
| Kubusvormige eengezinswoningen in de Kiefhoek | Woonhuis                 | tussen 1928 en 1930 | J.J.P. Oud | Heer Arnoldstraat 18-28, 2e Kiefhoekstraat 17-31                                         | 51° 53' 35" NB, 4° 30' 28" OL | 46838  | Kubusvormige eengezinswoningen in de Kiefhoek |
| Kubusvormige eengezinswoningen in de Kiefhoek | Woonhuis                 | tussen 1928 en 1930 | J.J.P. Oud | Hendrik Idoplein 2-6, 1-5                                                                | 51° 53' 33" NB, 4° 30' 30" OL | 46839  | Kubusvormige eengezinswoningen in de Kiefhoek |
| Kubusvormige eengezinswoningen in de Kiefhoek | Woonhuis                 | tussen 1928 en 1930 | J.J.P. Oud | Hendrik Idoplein 9-11, 10-12                                                             | 51° 53' 33" NB, 4° 30' 28" OL | 46840  | Kubusvormige eengezinswoningen in de Kiefhoek |
| Kubusvormige eengezinswoningen in de Kiefhoek | Woonhuis                 | tussen 1928 en 1930 | J.J.P. Oud | 1e Kiefhoekstraat 10-36                                                                  | 51° 53' 41" NB, 4° 30' 21" OL | 46841  | Kubusvormige eengezinswoningen in de Kiefhoek |
| Kubusvormige eengezinswoningen in de Kiefhoek | Woonhuis                 | tussen 1928 en 1930 | J.J.P. Oud | 1e Kiefhoekstraat 9-19                                                                   | 51° 53' 40" NB, 4° 30' 21" OL | 46842  | Kubusvormige eengezinswoningen in de Kiefhoek |
| Kubusvormige eengezinswoningen in de Kiefhoek | Woonhuis                 | tussen 1928 en 1930 | J.J.P. Oud | 1e Kiefhoekstraat 21-31                                                                  | 51° 53' 40" NB, 4° 30' 22" OL | 46843  | Kubusvormige eengezinswoningen in de Kiefhoek |
| Kubusvormige eengezinswoningen in de Kiefhoek | Woonhuis                 | tussen 1928 en 1930 | J.J.P. Oud | 2e Kiefhoekstraat 6-56                                                                   | 51° 53' 38" NB, 4° 30' 27" OL | 46844  | Kubusvormige eengezinswoningen in de Kiefhoek |
| Kubusvormige eengezinswoningen in de Kiefhoek | Woonhuis                 | tussen 1928 en 1930 | J.J.P. Oud | 2e Kiefhoekstraat 68-82                                                                  | 51° 53' 35" NB, 4° 30' 30" OL | 46845  | Kubusvormige eengezinswoningen in de Kiefhoek |
| Kubusvormige eengezinswoningen in de Kiefhoek | Woonhuis                 | tussen 1928 en 1930 | J.J.P. Oud | 2e Kiefhoekstraat 1-15                                                                   | 51° 53' 38" NB, 4° 30' 26" OL | 46846  | Kubusvormige eengezinswoningen in de Kiefhoek |
| Kubusvormige eengezinswoningen in de Kiefhoek | Woonhuis                 | tussen 1928 en 1930 | J.J.P. Oud | Kleine Lindtstraat 6                                                                     | 51° 53' 36" NB, 4° 30' 28" OL | 46847  | Kubusvormige eengezinswoningen in de Kiefhoek |
| Kubusvormige eengezinswoningen in de Kiefhoek | Woonhuis                 | tussen 1928 en 1930 | J.J.P. Oud | Kleine Lindtstraat 10                                                                    | 51° 53' 35" NB, 4° 30' 27" OL | 46849  | Kubusvormige eengezinswoningen in de Kiefhoek |
| Kubusvormige eengezinswoningen in de Kiefhoek | Woonhuis                 | tussen 1928 en 1930 | J.J.P. Oud | Kleine Lindtstraat 5                                                                     | 51° 53' 36" NB, 4° 30' 28" OL | 46850  | Kubusvormige eengezinswoningen in de Kiefhoek |
| Kubusvormige eengezinswoningen in de Kiefhoek | Woonhuis                 | tussen 1928 en 1930 | J.J.P. Oud | Kleine Lindtstraat 9                                                                     | 51° 53' 35" NB, 4° 30' 26" OL | 46851  | Kubusvormige eengezinswoningen in de Kiefhoek |
| Kubusvormige eengezinswoningen in de Kiefhoek | Woonhuis                 | tussen 1928 en 1930 | J.J.P. Oud | Lindtstraat 2-8, Nederhovenstraat 2-6                                                    | 51° 53' 38" NB, 4° 30' 21" OL | 46852  | Kubusvormige eengezinswoningen in de Kiefhoek |
| Kubusvormige eengezinswoningen in de Kiefhoek | Woonhuis                 | tussen 1928 en 1930 | J.J.P. Oud | Lindtstraat 10-28                                                                        | 51° 53' 37" NB, 4° 30' 23" OL | 46853  | Kubusvormige eengezinswoningen in de Kiefhoek |
| Kubusvormige eengezinswoningen in de Kiefhoek | Woonhuis                 | tussen 1928 en 1930 | J.J.P. Oud | Lindtstraat 1-13                                                                         | 51° 53' 39" NB, 4° 30' 19" OL | 46855  | Kubusvormige eengezinswoningen in de Kiefhoek |
| Kubusvormige eengezinswoningen in de Kiefhoek | Woonhuis                 | tussen 1928 en 1930 | J.J.P. Oud | Lindtstraat 17-37                                                                        | 51° 53' 37" NB, 4° 30' 22" OL | 46856  | Kubusvormige eengezinswoningen in de Kiefhoek |
| Kubusvormige eengezinswoningen in de Kiefhoek | Woonhuis                 | tussen 1928 en 1930 | J.J.P. Oud | Lindtstraat 39-45                                                                        | 51° 53' 39" NB, 4° 30' 19" OL | 46857  | Kubusvormige eengezinswoningen in de Kiefhoek |
| Kubusvormige eengezinswoningen in de Kiefhoek | Woonhuis                 | tussen 1928 en 1930 | J.J.P. Oud | Nederhovenstraat 5-19                                                                    | 51° 53' 40" NB, 4° 30' 20" OL | 46858  | Kubusvormige eengezinswoningen in de Kiefhoek |
| Winkelpand in de Kiefhoek                     | Woonhuis                 | tussen 1928 en 1930 | J.J.P. Oud | Heer Arnoldstraat 30                                                                     | 51° 53' 34" NB, 4° 30' 29" OL | 46859  | Winkelpand in de Kiefhoek                     |
| Kubusvormige eengezinswoningen in de Kiefhoek | Woonhuis                 | tussen 1928 en 1930 | J.J.P. Oud | Lindtstraat 30-36, Hendrik Idoplein 13-15 en 14-16, Heer Arnoldstraat 23-31              | 51° 53' 34" NB, 4° 30' 26" OL | 46854  | Kubusvormige eengezinswoningen in de Kiefhoek |
| Winkelpand in de Kiefhoek                     | Woonhuis                 | tussen 1928 en 1930 | J.J.P. Oud | Heer Arnoldstraat 33                                                                     | 51° 53' 34" NB, 4° 30' 26" OL | 46860  | Winkelpand in de Kiefhoek                     |
| Kiefhoek: werk/bergplaats                     | Woonhuis                 | tussen 1928 en 1930 | J.J.P. Oud | Lindtstraat 36                                                                           | 51° 53' 34" NB, 4° 30' 26" OL | 46861  | Kiefhoek: werk/bergplaats                     |
| Kiefhoek: werk/bergplaats                     | Industrie                | tussen 1928 en 1930 | J.J.P. Oud | 2e Kiefhoekstraat 31                                                                     | 51° 53' 35" NB, 4° 30' 28" OL | 46862  | Kiefhoek: werk/bergplaats                     |
| Kiefhoek: waterstokerij                       | Winkel                   | tussen 1928 en 1930 | J.J.P. Oud | Nederhovenstraat 21                                                                      | 51° 53' 39" NB, 4° 30' 19" OL | 46863  | Kiefhoek: waterstokerij                       |
| Patrimonium's Hof: woonblok                   | Woonhuis                 | 1915                |            | Patrimonium's Hof 1 t/m 44                                                               | 51° 53' 44" NB, 4° 30' 13" OL | 529877 | Patrimonium's Hof: woonblok                   |
| Patrimonium's Hof: woonblok                   | Appartementengebouw      | 1915                |            | Jasmijnstraat 46-50, 54-58, Dahliastraat 1-17, Hillevliet 61-85, 1e Balsemienstraat 2-18 | 51° 53' 45" NB, 4° 30' 11" OL | 529878 | Meer afbeeldingen                             |
| Patrimonium's Hof: fontein                    | 'Niet van Toepassing'    | 1915                |            | Patrimonium's Hof bij 1                                                                  | 51° 53' 44" NB, 4° 30' 13" OL | 529879 | Patrimonium's Hof: fontein                    |

## Feijenoord
| Object                              | Oorspronkelijke functie? | Bouwjaar | Architect       | Locatie             | Coördinaten?                  | Nr.?   | Afbeelding        |
| ----------------------------------- | ------------------------ | -------- | --------------- | ------------------- | ----------------------------- | ------ | ----------------- |
| Cementsteenfabriek Van Waning en Co | Handel en kantoor        | 1898     | J.I. van Waning | Nijverheidstraat 53 | 51° 54' 43" NB, 4° 30' 32" OL | 513939 | Meer afbeeldingen |

## Afrikaanderwijk
| Object                                                 | Oorspronkelijke functie? | Bouwjaar  | Architect                          | Locatie                 | Coördinaten?                 | Nr.?   | Afbeelding                                             |
| ------------------------------------------------------ | ------------------------ | --------- | ---------------------------------- | ----------------------- | ---------------------------- | ------ | ------------------------------------------------------ |
| Scholengemeenschap Van Oldenbarnevelt: hoofdonderdeel  | Onderwijs en wetenschap  | 1925-1927 | A. van der Steur en W.G. Witteveen | Afrikaanderplein 40     | 51° 54' 4" NB, 4° 30' 5" OL  | 513874 | Meer afbeeldingen                                      |
| Scholengemeenschap Van Oldenbarnevelt: tuinmanswoning  | Dienstwoning             | 1925      |                                    | Afrikaanderplein 37     | 51° 54' 0" NB, 4° 30' 12" OL | 513875 | Scholengemeenschap Van Oldenbarnevelt: tuinmanswoning  |
| Scholengemeenschap Van Oldenbarnevelt: botanische tuin | Tuin, park en plantsoen  | 1927      |                                    | Afrikaanderplein bij 40 | 51° 54' 5" NB, 4° 30' 5" OL  | 513876 | Scholengemeenschap Van Oldenbarnevelt: botanische tuin |

## Vreewijk
| Object                                                                                  | Oorspronkelijke functie? | Bouwjaar | Architect | Locatie        | Coördinaten?                  | Nr.?   | Afbeelding                                                                              |
| --------------------------------------------------------------------------------------- | ------------------------ | -------- | --------- | -------------- | ----------------------------- | ------ | --------------------------------------------------------------------------------------- |
| Scholencomplex Frankendaal: schoolgebouw (ontworpen als "bewaarschool")                 | Onderwijs en wetenschap  | 1930     |           | Beukendaal 191 | 51° 53' 14" NB, 4° 31' 15" OL | 529869 | Meer afbeeldingen                                                                       |
| Scholencomplex Frankendaal: schoolgebouw                                                | Onderwijs en wetenschap  | 1930     |           | Frankendaal 70 | 51° 53' 14" NB, 4° 31' 6" OL  | 529870 | Scholencomplex Frankendaal: schoolgebouw                                                |
| Scholencomplex Frankendaal: gymnastiekgebouw                                            | Onderwijs en wetenschap  | 1930     |           | Frankendaal 64 | 51° 53' 15" NB, 4° 31' 7" OL  | 529871 | Scholencomplex Frankendaal: gymnastiekgebouw                                            |
| Scholencomplex Frankendaal: opslaggebouwtje (noordoostkant, tegen het gymnastiekgebouw) | Onderwijs en wetenschap  | 1930     |           | Frankendaal 64 | 51° 53' 15" NB, 4° 31' 7" OL  | 529873 | Scholencomplex Frankendaal: opslaggebouwtje (noordoostkant, tegen het gymnastiekgebouw) |
| Scholencomplex Frankendaal: opslaggebouwtje (achterzijde schoolterrein)                 | Onderwijs en wetenschap  | 1930     |           | Frankendaal 64 | 51° 53' 15" NB, 4° 31' 7" OL  | 529874 | Scholencomplex Frankendaal: opslaggebouwtje (achterzijde schoolterrein)                 |
| Scholencomplex Frankendaal: opslaggebouw (westelijk t.o.v. kinderopvang)                | Onderwijs en wetenschap  | 1930     |           | Frankendaal 64 | 51° 53' 15" NB, 4° 31' 13" OL | 529875 | Scholencomplex Frankendaal: opslaggebouw (westelijk t.o.v. kinderopvang)                |